# Kalodont
 Ovo je članak o zubnoj pasti. Za igru riječi pogledajte Kaladont.
Kalodont je marka zubne paste koju proizvodi osječki kemijski proizvođač Saponia.
Izvorni je proizvod pod imenom »Kalodont – Zahn creme« proizvodila bečka kozmetička tvrtka F. A. Sarg's & Sohn & Co., a prodavao se u Austro-Ugarskoj od 1887. godine. Prodaja se s vremenom proširila na 34 druge države i monopolizirala tržište zubne paste, a usto postala i sinonim za zubnu pastu kod Južnih Slavena. Proizvodnja, koja je dotad opstala u osječkoj tvrtci Saponia, konačno je prestala 1981. godine. Kalodont je zatim izbivao s tržišta sve do 2012. godine, kada je Saponia odlučila ponovno oživjeti marku Kalodonta kao još jednu u nizu svojih redizajniranih proizvoda.

## Igra
Osim kao alternativni naziv za pastu za zube, ova riječ rabi se i za igru riječi, koja potječe iz Japana, gdje se zove Shiritori.[nedostaje izvor]

## Galerija
- Zubna pasta marke »Kalodont« iz razdoblja između svjetskih ratova, Transportni muzej u Bratislavi
- Promotivni plakat F. A. Sarg's Sohna za zubnu pastu, oko 1916.